# Brotação

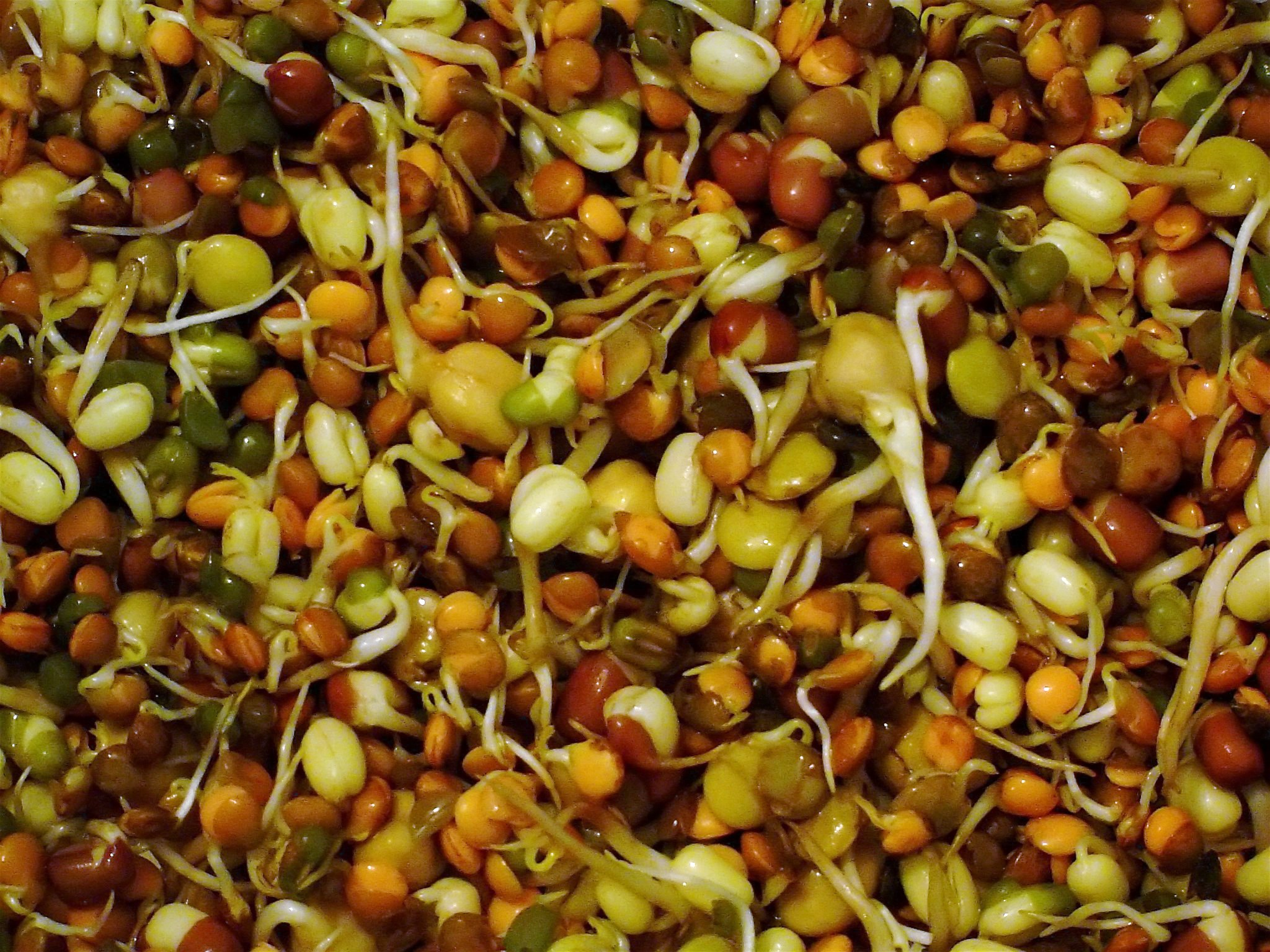
Brotos variados.

Brotação (Germinação, em português de Portugal) é a prática de deixar de molho, drenar e enxaguar sementes em intervalos regulares até que germinem, ou brotem. O processo pode ser artesanal, semiautomático ou totalmente automático, quando feito em grande escala para uso comercial. Duas sementes comumente utilizadas no processo de brotação são a soja e o feijão-da-china.
O processo de brotação da soja surgiu na Antiga China, onde o processo é até o presente extensivamente utilizado. É também extensivamente utilizado na Coreia do Sul, e em menor escala, no Japão, onde é conhecido como moyashi.
Para que brotem, as sementes ficam de molho por um período, depois remove-se a água, deixando as sementes em um compartimento em temperatura ambiente. São enxaguadas periodicamente com água, para prevenir acidez. O tempo de brotação depende da semente e varia de 3 a 10 dias.